# Markus Affolter

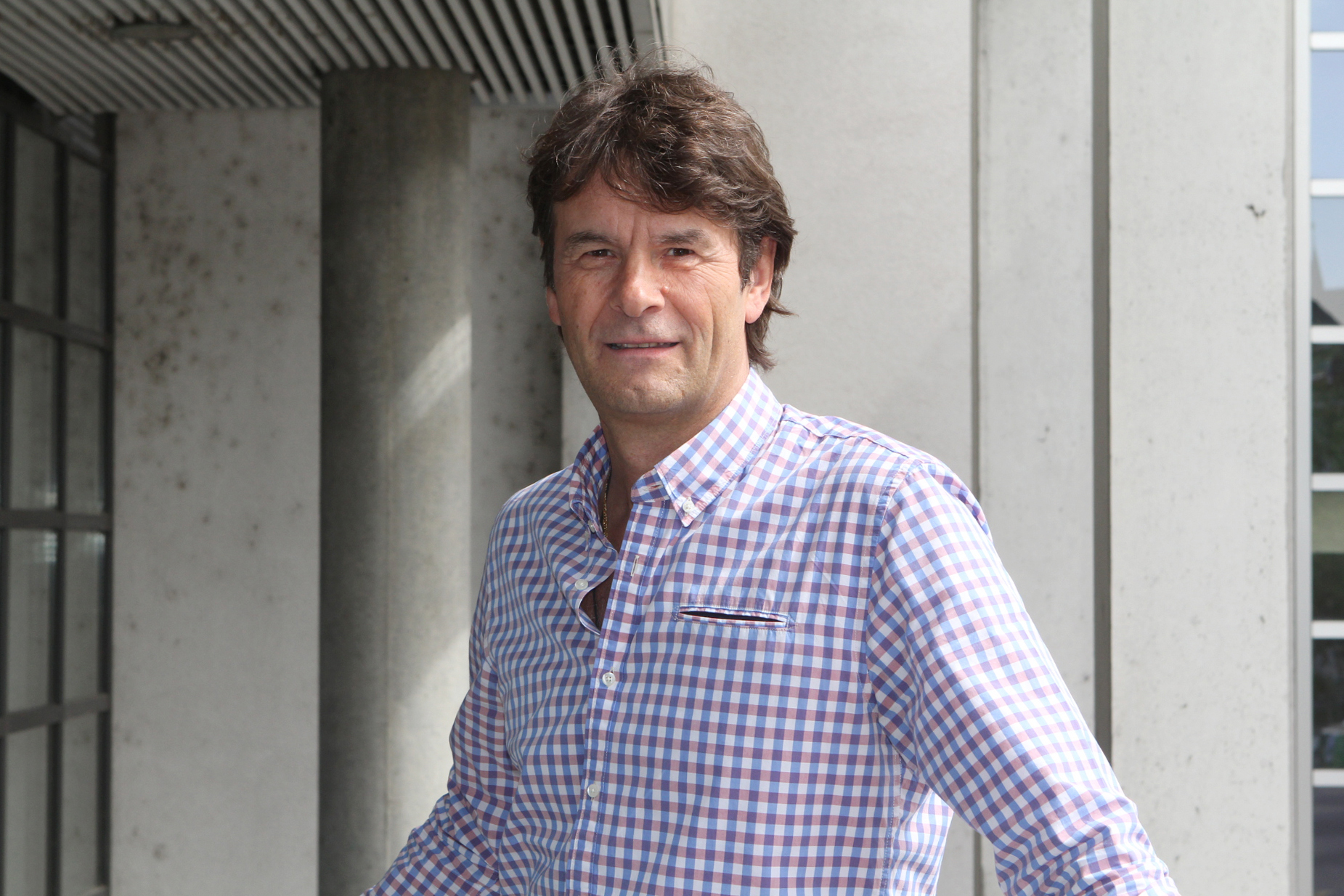
Markus Affolter, 2015

Markus Affolter (* 3. Juni 1958 in Seeberg) ist ein Schweizer Entwicklungsbiologe und Professor. Er forscht am Biozentrum der Universität Basel.

## Leben
Markus Affolter studierte Biologie an der ETH Zürich sowie an der Universität Laval in Québec. Im Anschluss an seine Doktorarbeit an der Laval University ging er 1988 als Postdoktorand ans Biozentrum der Universität Basel. Im Labor von Walter Gehring begann Markus Affolter seine Forschungsarbeit mit der Fruchtfliege Drosophila melanogaster. Im Jahr 2000 wurde er Assistant Professor und 2005 Full Professor für Entwicklungsbiologie am Biozentrum der Universität Basel.

## Wirken
Markus Affolter erforscht die zellulären und molekularen Prozesse bei der Ausbildung von Organen und Blutgefässnetzwerken bei der Fruchtfliege Drosophila melanogaster sowie beim Zebrafisch.
Markus Affolter gelang es, anhand von live-Imaging-Untersuchungen die Netzwerkbildung in Drosophila und im Zebrafisch mit Hilfe hochauflösender Mikroskopie live zu dokumentieren. Dies erlaubt es nun, die Funktion von Molekülen in der Morphogenese besser verstehen zu können.
Weiterhin zeigte sein Labor in Zusammenarbeit mit der Universität Freiburg, Deutschland, und der Universität Lausanne, Schweiz, dass das Morphogen Dpp und der Feedback-Regler Pentagone Schlüsselfunktionen beim proportionalen Gewebewachstum (Scaling) in der Flügelscheibe der Fruchtfliege übernehmen.

## Auszeichnungen
- 1983: K.M. Hunter Award des National Cancer Institutes of Canada[3]
- 1999: gewähltes Mitglied der European Molecular Biology Organization (EMBO)[4]
- 2008: gewähltes Mitglied der Nationalen Akademie der Wissenschaften Leopoldina[5]

## Publikationen (Auswahl)
Vollständige Publikationsliste
- Anna Lenard, Elin Ellertsdottir, Lukas Herwig, Alice Krudewig, Heinz-Georg Belting, Markus Affolter: In Vivo Analysis Reveals A Highly Stereotypic Morphogenetic Pathway of Vascular Anastomosis. In: Dev Cell. Band 25, Nr. 5, 2013, S. 492–506.
- Emmanuel Caussinus, Oguz Kanca, Markus Affolter: Fluorescent fusion protein knockout mediated by anti-GFP nanobody. In: Nat Struct Mol Biol. Nr. 19, 2011, S. 117–121.
- Fisun Hamaratoglu, Aitana Morton de Lachapelle, George Pyrowolakis, Sven Bergmann, Markus Affolter: Dpp Signaling Activity Requires Pentagone to Scale with Tissue Size in the Growing Drosophila Wing Imaginal Disc. In: PLoS Biol. Band 9, Nr. 10, 2011, Artikel e1001182.
- Lukas Herwig, Yannick Blum, Alice Krudewig, Elin Ellertsdottir, Anna Lenard, Heinz-Georg Belting, Markus Affolter: Distinct Cellular Mechanisms of Blood Vessel Fusion in the Zebrafish Embryo. In: Curr Biol. Band 21, Nr. 22, 2011, S. 1–7.
- A. Weiss, E. Charbonnier, E. Ellertsdottir, A. Tsirigos, C. Wolf, R. Schuh, G. Pyrowolakis, M. Affolter: A conserved activation element in BMP signaling during Drosophila development. In: Nat Struct Mol Biol. Band 17, Nr. 1, 2010, S. 69–76.
- E. Caussinus, J. Colombelli, M. Affolter: Tip-cell migration controls stalk-cell intercalation during Drosophila tracheal tube elongation. In: Curr Biol. Band 18, Nr. 22, 2008, S. 1727–1734.
- C. Cabernard, M Affolter.: Distinct Roles for Two Receptor Tyrosine Kinases in Epithelial Branching Morphogenesis in Drosophila. In: Dev Cell. Band 9, 2005, S. 831–842.
- G. Pyrowolakis, B. Hartmann, B. Müller, K. Basler, M. Affolter: A simple molecular complex mediates widespread BMP-induced repression during Drosophila development. In: Dev Cell. Band 7, 2004, S. 2229–2240.
- A. Jaźwińska, C. Ribeiro, M. Affolter: Piopio and Dumpy, two apically secreted proteins, are required for tube remodeling during tracheal morphogenesis in Drosophila. In: Nat Cell Biol. Band 5, 2003, S. 895–901.
- B. Müller, B. Hartmann, J. Pyrowolakis, M. Affolter, K. Basler: Conversion of an extracellular Dpp/BMP morphogen gradient into an inverse transcriptional gradient. In: Cell. Band 113, 2003, S. 221–233.
- C. Ribeiro, A. Ebner, M. Affolter: In Vivo Imaging Reveals Different Cellular Functions for FGF and Dpp Signaling in Tracheal Branching  Morphogenesis. In: Dev Cell. Band 2, 2002, S. 677–683.
- T. Marty, B. Müller, K. Basler, M. Affolter: Schnurri mediates Dpp-dependent repression of brinker transcription. In: Nat Cell Biol. Band 5, 2000, S. 359–369.
- N. C. Grieder, D. Nellen, R. Burke, K. Basler, M. Affolter: schnurri is required for Drosophila Dpp signaling and encodes a zinc finger protein similar to the mammalian transcription factor PRDII-BF1. In: Cell. Band 81, 1995, S. 791–800.
- E. Ruberte, T. Marty, D. Nellen, M. Affolter, K. Basler: An absolute requirement for both the type II and type I receptors, punt and thick veins, for Dpp signaling in vivo. In: Cell. Band 80, 1995, S. 889–897.
- D. Nellen, M. Affolter, K. Basler: Receptor serine/threonine kinases implicated in the control of Drosophila body pattern by decapentaplegic. In: Cell. Band 78, 1994, S. 225–237.

## Videolinks
- Forscherportrait Markus Affolter
- University of Basel, Interview Prof. Dr. Markus Affolter (englisch)
- Weltenreise 3, Blutgefässbildung am Beispiel des Zebrafisches, abgerufen am 27. Dezember 2013
- Playliste auf Youtube, abgerufen am 17. September 2014